# Тиммер, Хенк
Хе́нк Ти́ммер (нидерл. Henk Timmer; род. 3 декабря 1971, Хиерден, Гелдерланд) — нидерландский футболист, выступавший на позиции вратаря. Являлся игроком сборной Нидерландов, за которую провёл 7 матчей.

## Карьера

### Клубная
В течение 11 лет (с 1989 по 2000 годы) Хенк Тиммер выступал за команду «Зволле» из Первого дивизиона Нидерландов. В 2000 году он переходит в «АЗ», где Тиммер в возрасте 29 лет дебютирует в Эредивизи. В сезонах 2001/02 и 2002/03 он выступал на аренде в клубах «Фейеноорд» и «Аякс» соответственно. Затем в 2003 году вратарь вернулся в «АЗ» и провёл там три сезона в качестве игрока основы. В сезоне 2005/06 Тиммер помог «АЗ» занять второе место в чемпионате, а в следующем году — добраться до финала Кубка Нидерландов. В 2006 году Хенк Тиммер переходит в «Фейеноорд» из-за конфликта с тогдашним тренером «АЗ» Луи ван Галом.
Тиммер принял решение закончить профессиональную карьеру в 38 лет после того, как «Фейеноорд» занял 7 место в сезоне 2008/09. Но в марте 2010 года он снова вернулся в футбол и подписал контракт с клубом «Херенвен», в котором все три заявленных на чемпионат голкипера оказались травмированы. Тиммер сыграл 9 матчей и ушёл из клуба, так как контракт заключался до конца сезона 2009/10.

### В сборной
Первый вызов в сборную Нидерландов Тиммер получил в феврале 2005 на товарищеский матч со сборной Турции, когда футболисту было уже 33 года. Его дебют состоялся 12 ноября 2005 в товарищеской встрече против сборной Италии (тогда итальянцы выиграли 3:1). Вратарь был заявлен на Чемпионат мира 2006 года и Чемпионат Европы 2008 года, но ни разу не выходил на поле. Всего Хенк Тиммер сыграл в составе сборной 7 матчей.

## Личная жизнь
Хенк Тиммер женат на нидерландской конькобежке и трёхкратной олимпийской чемпионке Марианне Тиммер.

## Статистика

### Выступление в лигах Нидерландов
| Сезон   | Клуб       | Чемпионат     | Матчи | Голы |
| ------- | ---------- | ------------- | ----- | ---- |
| 1989/90 | ПЕК Зволле | Эрсте Дивизие | 1     | 0    |
| 1990/91 | Зволле     | Эрсте Дивизие | 0     | 0    |
| 1991/92 | Зволле     | Эрсте Дивизие | 16    | 0    |
| 1992/93 | Зволле     | Эрсте Дивизие | 33    | 0    |
| 1993/94 | Зволле     | Эрсте Дивизие | 34    | 0    |
| 1994/95 | Зволле     | Эрсте Дивизие | 34    | 0    |
| 1995/96 | Зволле     | Эрсте Дивизие | 33    | 0    |
| 1996/97 | Зволле     | Эрсте Дивизие | 34    | 0    |
| 1997/98 | Зволле     | Эрсте Дивизие | 32    | 0    |
| 1998/99 | Зволле     | Эрсте Дивизие | 34    | 0    |
| 1999/00 | Зволле     | Эрсте Дивизие | 34    | 0    |
| 2000/01 | АЗ         | Эредивизи     | 30    | 0    |
| 2001/02 | Фейеноорд  | Эредивизи     | 2     | 0    |
| 2002/03 | Аякс       | Эредивизи     | 2     | 0    |
| 2003/04 | АЗ         | Эредивизи     | 34    | 0    |
| 2004/05 | АЗ         | Эредивизи     | 34    | 0    |
| 2005/06 | АЗ         | Эредивизи     | 32    | 0    |
| 2006/07 | Фейеноорд  | Эредивизи     | 32    | 0    |
| 2007/08 | Фейеноорд  | Эредивизи     | 32    | 0    |
| 2008/09 | Фейеноорд  | Эредивизи     | 30    | 0    |
| 2009/10 | Херенвен   | Эредивизи     | 9     | 0    |

### Матчи Тиммера за сборную Нидерландов
| Матчи Тиммера за сборную Нидерландов | Матчи Тиммера за сборную Нидерландов | Матчи Тиммера за сборную Нидерландов | Матчи Тиммера за сборную Нидерландов | Матчи Тиммера за сборную Нидерландов | Матчи Тиммера за сборную Нидерландов |
| ------------------------------------ | ------------------------------------ | ------------------------------------ | ------------------------------------ | ------------------------------------ | ------------------------------------ |
| №                                    | Дата                                 | Оппонент                             | Счёт                                 | Пропущено голов                      | Соревнование                         |
| 1                                    | 12 ноября 2005                       | Италия                               | 1:3                                  | 1                                    | Товарищеский матч                    |
| 2                                    | 1 июня 2006                          | Мексика                              | 2:1                                  | 1                                    | Товарищеский матч                    |
| 3                                    | 15 ноября 2006                       | Англия                               | 1:1                                  | 1                                    | Товарищеский матч                    |
| 4                                    | 6 июня 2007                          | Таиланд                              | 3:1                                  | 1                                    | Товарищеский матч                    |
| 5                                    | 26 марта 2008                        | Австрия                              | 4:3                                  | 3                                    | Товарищеский матч                    |
| 6                                    | 6 сентября 2008                      | Австралия                            | 1:2                                  | —                                    | Товарищеский матч                    |
| 7                                    | 19 ноября 2008                       | Швеция                               | 3:1                                  | —                                    | Товарищеский матч                    |

Итого: 7 матчей / пропущено 7 голов; 4 победы, 1 ничья, 2 поражения.